# Eternamente (álbum de UHF)
Eternamente é a coletânea da banda portuguesa de rock UHF. Editado em 22 de junho de 1999 pela AM.RA Discos, com distribuição da Road Records.
Eternamente celebra o vigésimo aniversário do lançamento do primeiro disco dos UHF. Trata-se de um disco duplo que, segundo António Manuel Ribeiro, "reúne os sucessos, as outras canções que tocam mais fundo nos músicos e alguns inéditos". O álbum foi apresentado ao vivo no dia 25 de junho de 1999, no palco da Praça Sony no Parque das Nações, em Lisboa. O concerto – integrado nas comemorações do Dia Mundial de Luta Contra a Droga – contou com as participações de Carlos Moisés e Nuno Flores dos Quinta do Bill, de um grupo sinfónico de quatorze elementos, e ainda de Renato Gomes e Carlos Peres, dois membros fundadores da banda.
A coletânea é constituída por 31 temas incluindo três inéditos: "Uma Palavra Tua", "Dança Comigo (até o Sol nascer)" e "Alguém (que há-de chegar)". A canção de culto, e a primeira gravação da banda, "Jorge Morreu", foi regravada numa versão atualizada. O tema protagonizou o primeiro impulso para a criação, em 1980, do movimento de renovação musical denominado 'rock português', de que os UHF são fundadores. Depois são recuperados os principais êxitos das diversas etapas do grupo, "Cavalos de Corrida", "Rua do Carmo", "Modelo Fotográfico", "Rapaz Caleidoscópio", "Noites Lisboetas", "Estou de Passagem" e "Concerto", da fase EMI–Valentim de Carvalho, com destaque para a inclusão dos temas "Palavras" e "(Vivo) Na Fronteira", lados B de singles e que nunca tinham sido antes editados em disco compacto. Do período entre 1982 e 1985, não foi possível integrar os cinco temas que tinham sido escolhidos porque a editora Movieplay, que detém o espólio da extinta Rádio Triunfo, mais uma vez, não autorizou. Assim, ficaram de fora os temas "Um Mau Rapaz", "Puseste o Diabo em Mim", "Devo Eu", "Voo Para a Venezuela" e "Chris".
A coletânea prossegue com o instrumental "O Meu Nome Liberdade", lado B do primeiro registo a solo de António Manuel Ribeiro em 1987, e com os sucessos gravados na editora Edisom: "Na Tua Cama", "Sonhos na Estrada de Sintra", "Ferir Até à Dor", "(Fogo) Tanto me Atrais", "Hesitar" e "Este Filme". Da fase em que o grupo esteve vinculado à multinacional BMG foram recuperados os temas "Brincar no Fogo", "Menina Estás à Janela", "Foge Comigo Maria" e ainda a versão de "A Morte Saiu à Rua", incluída originalmente na compilação Filhos da Madrugada Cantam José Afonso, em 1994. Mais recente é o tema "Quando (dentro de ti)", que assinalou a estreia da independência da banda com a criação da editora AM.RA Discos.
Eternamente contempla ainda mais alguns atrativos suplementares. "Sarajevo" e "Toca-me" aparecem em versão acústica, gravados em 1996 nos estúdios da estação de rádio RFM. Os temas "Angie" e "Mr. Watchman" marcam a estreia de António Manuel Ribeiro a cantar em inglês. O primeiro é uma versão disco de um original dos Rolling Stones, enquanto o segundo é a versão da canção "Sr. Ministro (que escola é esta?)" do último álbum dos UHF. Por fim, as canções "Sábado (nos teus braços)", editada na compilação de vários artistas Virgin Megastore (Algarve) (1996) e "Laura In" na compilação Promúsica 19 (1998), completam a apresentação da coletânea.
Para single de apresentação foi escolhido o inédito "Uma Palavra Tua",[carece de fontes?] gravado ao primeiro take, cujo texto aborda um período difícil na vida pessoal de António Manuel Ribeiro. Outro inédito, "Dança Comigo (até o Sol nascer)", foi selecionado para segundo single e video de promoção. "Angie", um sucesso nas pistas de dança, foi mais um single lançado,[carece de fontes?] e em fevereiro de 2000, saiu no mercado uma nova edição do tema "Uma Palavra Tua". O álbum alcançou o disco de prata durante as pré vendas para as lojas, em 1999, ultrapassando as dez mil unidades, para depois conquistar o galardão de ouro.

## Lista de faixas
A coletânea em duplo disco compacto é composta por 31 faixas, distribuídas por três inéditos, quatro novas versões e por vinte e quatro temas recuperados. Renato Gomes e Carlos Peres partilham a composição de alguns temas com António Manuel Ribeiro. As versões "A Morte Saiu à Rua" e "Menina Estás à Janela" têm como autores José Afonso e popular, respetivamente, enquanto que "Angie" é da autoria de Mick Jagger e Keith Richards.
| CD1 |                                       |                                   |         |  |
| N.º | Título                                | Compositor(es)                    | Duração |  |
| 1.  | "Jorge Morreu" (nova versão)          | António M. Ribeiro                | 3:24    |  |
| 2.  | "Uma Palavra Tua" (inédito)           | António M. Ribeiro                | 3:06    |  |
| 3.  | "Cavalos de Corrida"                  | António M. Ribeiro / Renato Gomes | 3:01    |  |
| 4.  | "Palavras"                            | António M. Ribeiro                | 2:23    |  |
| 5.  | "Rua do Carmo"                        | António M. Ribeiro                | 3:45    |  |
| 6.  | "(Vivo) Na Fronteira"                 | António M. Ribeiro / Renato Gomes | 3:34    |  |
| 7.  | "Modelo Fotográfico"                  | António M. Ribeiro                | 2:38    |  |
| 8.  | "Rapaz Caleidoscópio"                 | António M. Ribeiro / Renato Gomes | 5:55    |  |
| 9.  | "Noites Lisboetas"                    | António M. Ribeiro                | 3:51    |  |
| 10. | "Estou de Passagem"                   | António M. Ribeiro                | 5:00    |  |
| 11. | "Concerto"                            | António M. Ribeiro / Carlos Peres | 5:09    |  |
| 12. | "O Meu Nome Liberdade" (instrumental) | António M. Ribeiro                | 3:14    |  |
| 13. | "Na Tua Cama"                         | António M. Ribeiro                | 4:37    |  |
| 14. | "Sonhos na Estrada de Sintra"         | António M. Ribeiro                | 6:21    |  |
| 15. | "Ferir Até à Dor"                     | António M. Ribeiro                | 3:41    |  |

| CD2            |                                             |                              |         |  |
| N.º            | Título                                      | Compositor(es)               | Duração |  |
| 1.             | "Angie"                                     | Mick Jagger / Keith Richards | 4:27    |  |
| 2.             | "(Fogo) Tanto me Atrais"                    | António M. Ribeiro           | 4:19    |  |
| 3.             | "Hesitar"                                   | António M. Ribeiro           | 4:16    |  |
| 4.             | "Este Filme"                                | António M. Ribeiro           | 4:10    |  |
| 5.             | "Brincar no Fogo"                           | António M. Ribeiro           | 3:02    |  |
| 6.             | "Menina Estás à Janela"                     | Popular                      | 2:50    |  |
| 7.             | "A Morte Saiu à Rua"                        | José Afonso                  | 4:47    |  |
| 8.             | "Sarajevo (verão 92)" (versão acústica)     | António M. Ribeiro           | 3:26    |  |
| 9.             | "Toca-me" (versão acústica)                 | António M. Ribeiro           | 3:31    |  |
| 10.            | "Foge Comigo Maria"                         | António M. Ribeiro           | 3:46    |  |
| 11.            | "Sábado (nos teus braços)"                  | António M. Ribeiro           | 3:42    |  |
| 12.            | "Quando (dentro de ti)"                     | António M. Ribeiro           | 2:59    |  |
| 13.            | "Laura In"                                  | António M. Ribeiro           | 3:02    |  |
| 14.            | "Alguém (que há-de chegar)" (inédito)       | António M. Ribeiro           | 3:23    |  |
| 15.            | "Dança Comigo (até o Sol nascer)" (inédito) | António M. Ribeiro           | 3:46    |  |
| 16.            | "Mr. Watchman" (nova versão)                | António M. Ribeiro           | 3:24    |  |
| Duração total: | Duração total:                              | Duração total:               | 112:69  |  |

## Membros da banda
- António Manuel Ribeiro (vocal e guitarra acústica) [2]
- António Côrte-Real (guitarra) [2]
- David Rossi (baixo) [2]
- Jorge Manuel Costa (teclas e sax) [2]
- Marco Costa Cesário (bateria) [2]